# Evangelische Kirche Egringen

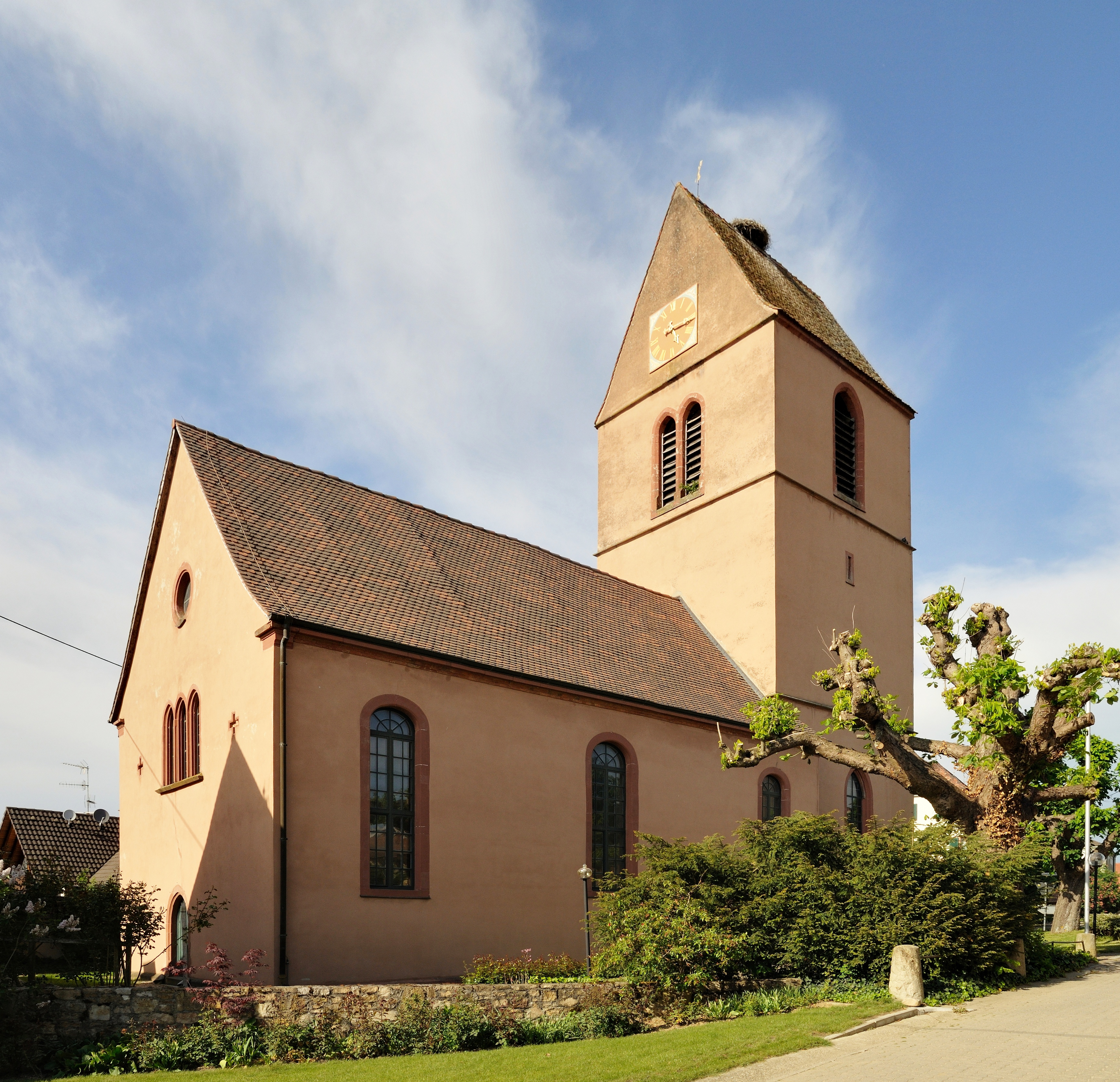
Evangelische Kirche Egringen

Die Evangelische Kirche Egringen im gleichnamigen Ortsteil der Gemeinde Efringen-Kirchen im Landkreis Lörrach geht auf das 8. Jahrhundert zurück und gehört damit zu den ältesten im Kreis. Teile des heute erhaltenen Bauwerks gehen auf das 13. Jahrhundert zurück. Das Langhaus wurde Ende des 16. Jahrhunderts erbaut.

## Geschichte
Der älteste urkundliche Beleg einer Kirche in Egringen geht auf das Jahr 775 zurück. Die damals dem heiligen Gallus geweihte Kirche wurde von einer gewissen Frau Atta an zwei Hörige geschenkt. Nach Ausgrabungen der Grundmauern 1975 ist erwiesen, dass der Standort der kleinen Saalkirche aus dem 8. Jahrhundert mit dem der heutigen Kirchen übereinstimmt. Ebenfalls gesichert ist, dass sich an dieser Stelle bereits vorher ein Gotteshaus befand, wie Fundreste belegen.
Während der Gotik entstand an der Ostseite des Langhauses ein breiter, dreistöckiger Glockenturm. Die als Chor geplante Turmhalle war über einen spitzbogigen Triumphbogen verbunden. 1392 wurde die Kirche an das Armenspital nach Basel verkauft und 1414 durch den Bischof von Konstanz. Darüber findet sich in einem Buch des Armenspitals ein Eintrag aus dem Jahr 1473:
„als man zalt von Cristi vnseres herrn gepurt tusent vierhundert siibenzig vnd drii jor vff den nehsten Suntag vor sant Laurencien tag [8. August] ist der chor vnd fronaltar der pfarrkyrchen zu Egringen durch den wirdigen herrn herr niclausen von gottes vnd des heiligen stulß zu Rom gnaden wyhe Bischoff zu Basel vnd von sunderm erloben vnd beuelhem des hochwirdigen firsten vnd herrn Herr Hermann von Gottes gnaden Bischoff zu Constentz gewyhet worden vnder den fromen vnd firnemen herren Heinrich Yselin Oberster zunfft meister, Vlrich zum Lufft, herr gerhartt Meckinge Statschriber vnd zu diesen ziten pfleger vnd hanns von Langentall spittelmeister des spittals der armen luten zu Basel. Vnd ist der obgemelt altar gewyhett In der ere der frouwen vnd vnteilberlichen dryvaltigkeit der hochgelopten jungfrouwen vnd maget marien Sant Jacobs des merern vnd Sant gallen.“
Wie die Sakramentnische stammt auch das mit Menschen- und Tierköpfen verzierte Chorgestühl aus spätgotischer Zeit. Das Wappen des Markgrafen Rudolf IV. bezieht sich Untersuchungen zufolge auf den Bau des Turmes. Dies ist insofern bemerkenswert, als die Baupflicht des Markgrafen nur auf das Langhaus bestand und der Chor sowie der Glockenturm der Baupflicht des Armenspitals oblagen.
Als Baujahr des Langhauses gilt das Jahr 1587. Während das Südportal der Vorgängerkirche weiter verwendet wurde, sind die Portale an der Westwand und das nördliche Seitenportal später entstanden. Die Dimension des Langhauses wuchs sowohl in der Breite, wie auch in der Höhe.
Nachdem man mehrere Jahrzehnte keine baulichen Instandhaltungsarbeiten an der Kirche vollzog, wurden in den Jahren 1746 bis 1754 zur Linderung der Raumnot an der Nord- und Westseite eine Empore eingebaut und 1770 die Fenster vergrößert. 1819 renovierte man die Holzdecke im Inneren.
Im 19. Jahrhundert wuchs durch die Bevölkerungszunahme die Notwendigkeit zur Vergrößerung der Kirche und trotz konkreter Pläne 1851 blieb es bei Renovierungsmaßnahmen, die man 1853 durchführte. 1870 erhielt das Gotteshaus einen neuen Altar und neue Chorfenster und 1880 einen neuen Taufstein. Im Jahr 1907 ersetzte  man die Chorfenster durch eine farbige Verglasung.
Nach der Innenraumrenovation 1929 erfolgte am 14. Juli desselben Jahres eine Neuweihe der Kirche. Weitere Renovierungen innen wie außen folgten 1934 und 1975 bis 1977.

## Beschreibung

### Kirchenbau
Die Egringer Kirche besteht aus einem rechteckigen Langhaus mit angebautem, dreistöckigen Glockenturm. Beide Baukörper sind über ein parallel zueinander verlaufendes Satteldach gedeckt. Der Turm hat in seinem oberen Geschoss an der West- und Nordwand je eine zweigeteilte, rundbogige Klangarkade, an der Ost- und Südwand einfache Klangarkaden. Zu beiden Giebelseiten befindet sich ein quadratisches Zifferblatt der Turmuhr. An der Ostwand des Turms ist ein Ehrenmal für die Opfer beider Weltkriege eingelassen.

### Inneres und Ausstattung

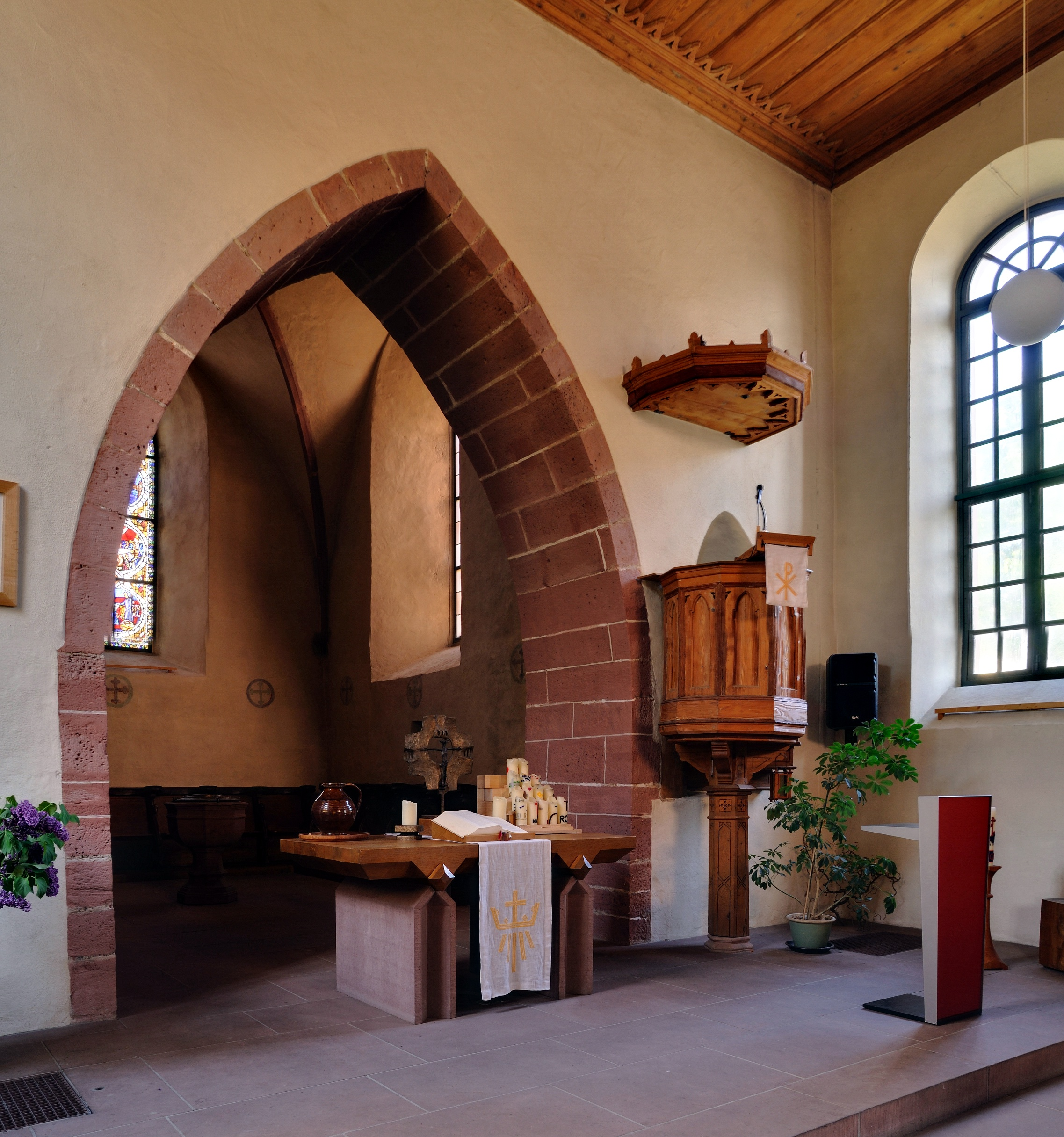
Altar und Chor

Das Langhaus der Kirche ist mit einer flachen Decke eingezogen. Die Decke des unteren Turmgeschosses besteht aus einem profilierten Kreuzrippengewölbe.
Der vor dem Chor stehende Altar aus rotem Sandstein trägt eine Holzplatte. Im Chor wurde der Taufstein aus der Evangelischen Kirche in Mappach aufgestellt. Den Abschluss des Taufsteins sowie das Altarkreuz und die zugehörigen Leuchter aus Bronze schuf der Ravensburger Bildhauer Josef Henger.
Im Chor befinden sich außerdem die Heiliggrab- und die Sakramentsnische, die beide mit einer Gittertür verschlossen sind. Über der Tür in die Sakristei befindet sich ein Epitaph, das an den Pfarrer Johann Sebastian Kreilsheimer (beerdigt am 6. August 1660) erinnert. Das spätgotische Chorgestühl mit 17 Plätzen war ursprünglich nicht für die Kirche eines so kleinen Dorfes hergestellt worden. Vermutungen zufolge hatte das Basler Spital, das für den Unterhalt des Chores verantwortlich war, das überflüssig gewordene Gestühl gestiftet. Der massive Ausstattungsgegenstand zeigt kunstvoll geschnitzte Evangelistensymbole.

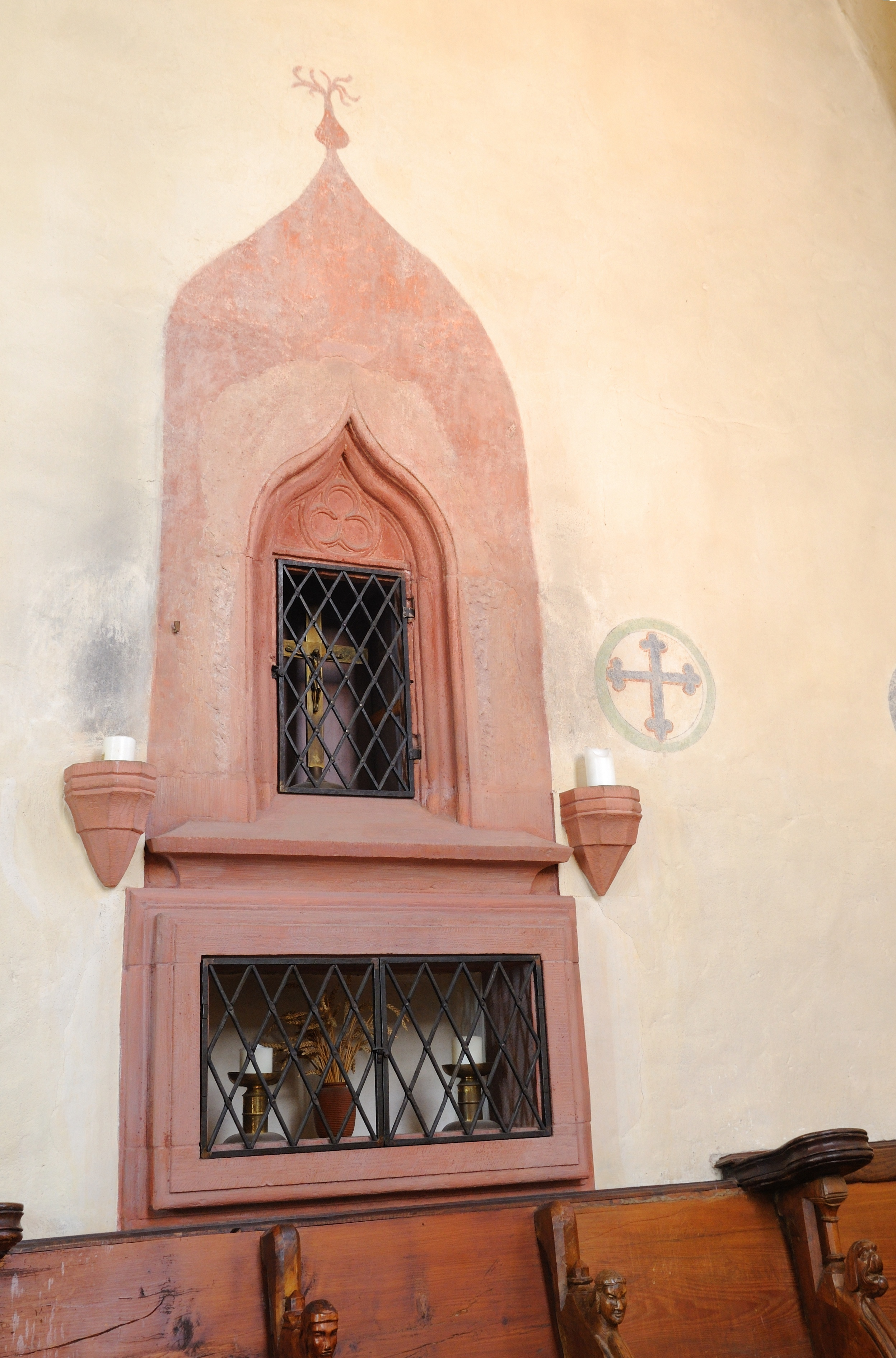
Sakramentschrein
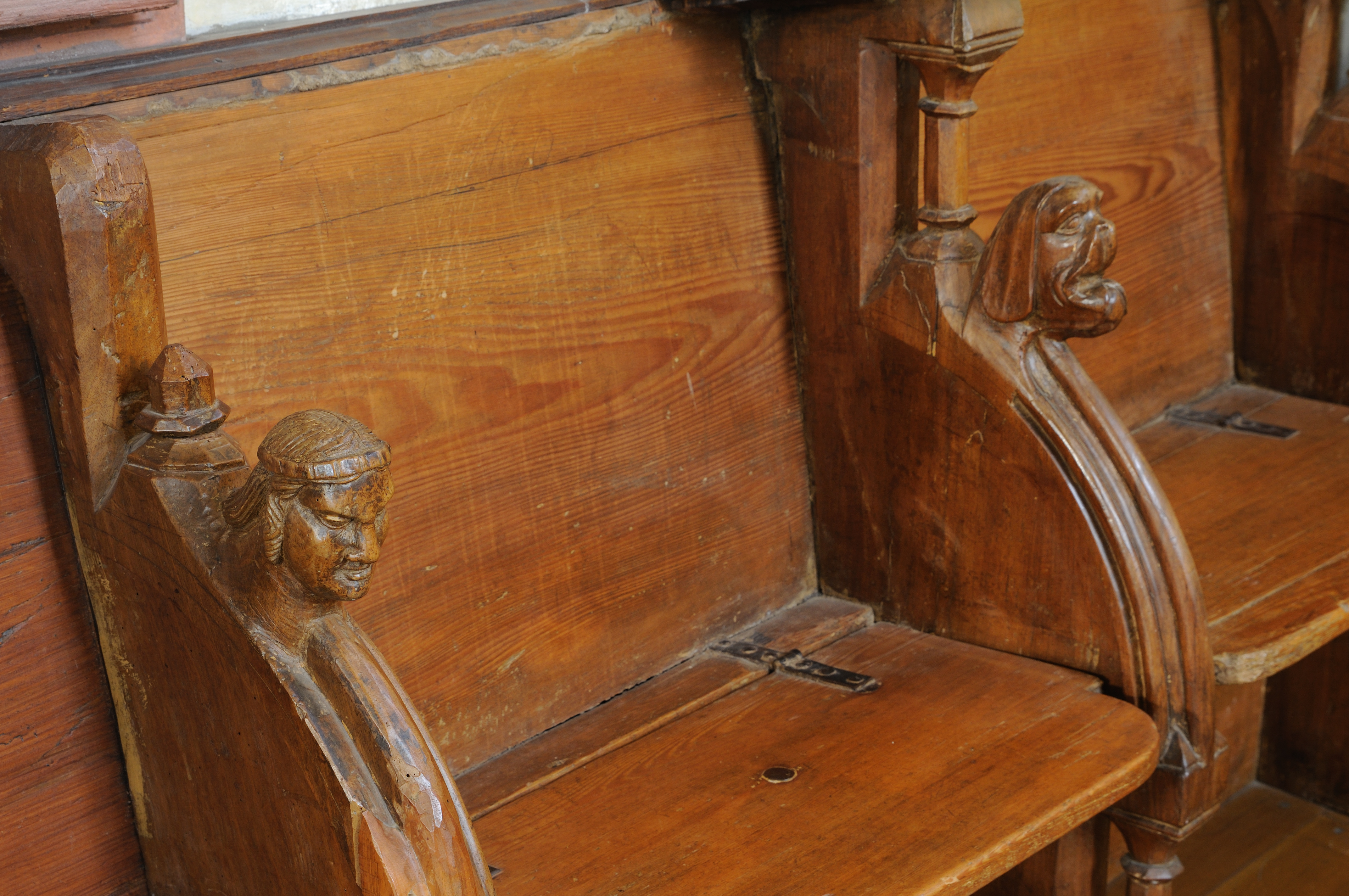
Chorgestühl
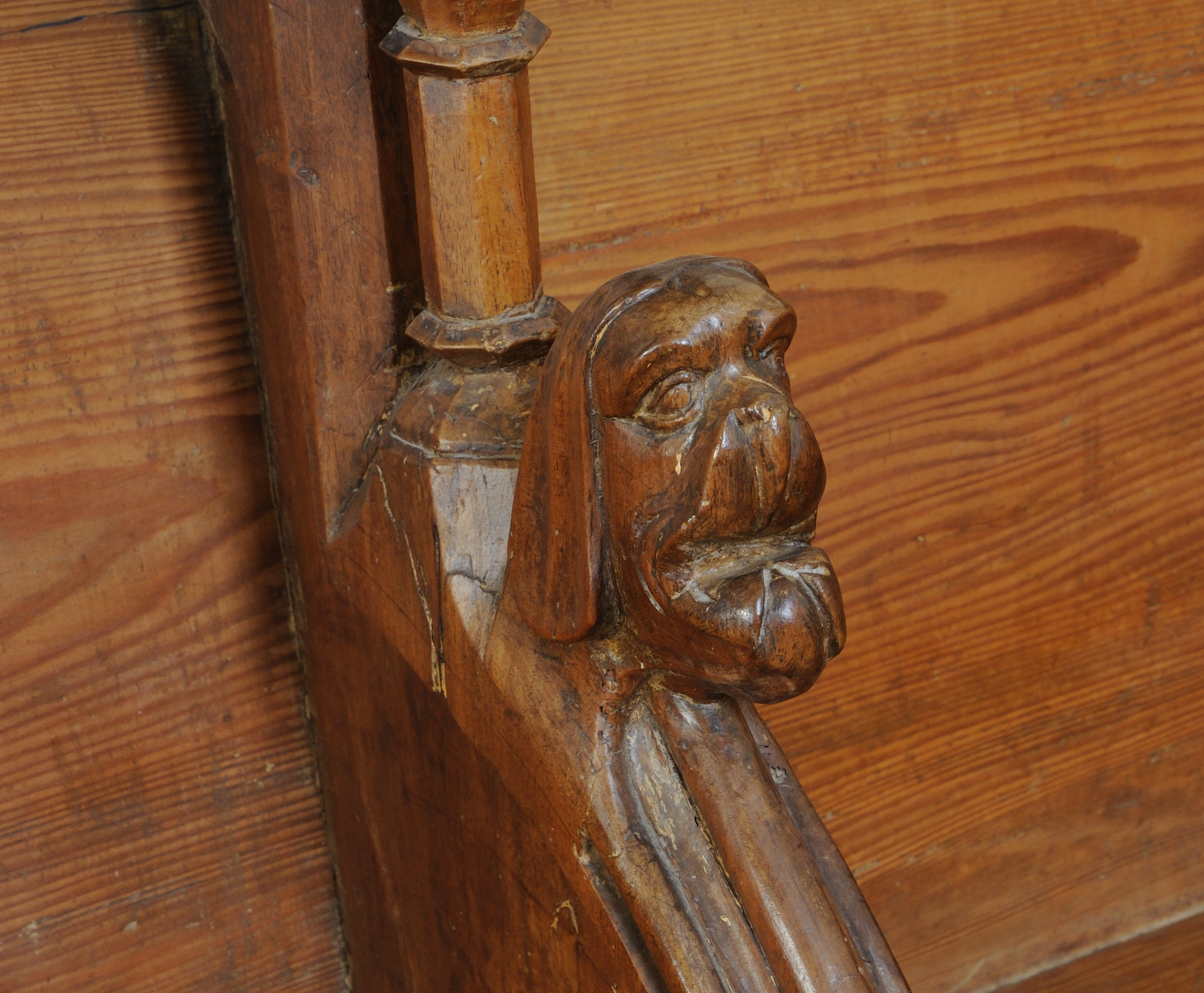
Detail des Chorgestühls

### Glocken
Die Leutrumsche Handschrift aus den 1730er Jahren erwähnt drei Glocken, deren größte 1681 von Weitenauer in Basel gegossen wurde. Das Geläut wurde 1803 umgegossen und 1806 musste eine Glocke komplett ersetzt werden. 1910 ersetzte die Gießerei Benjamin Grüninger eine gesprungene Glocke. Bis auf die kleine e′′-Glocke mussten alle 1917 infolge des Ersten Weltkrieges abgegeben werden.

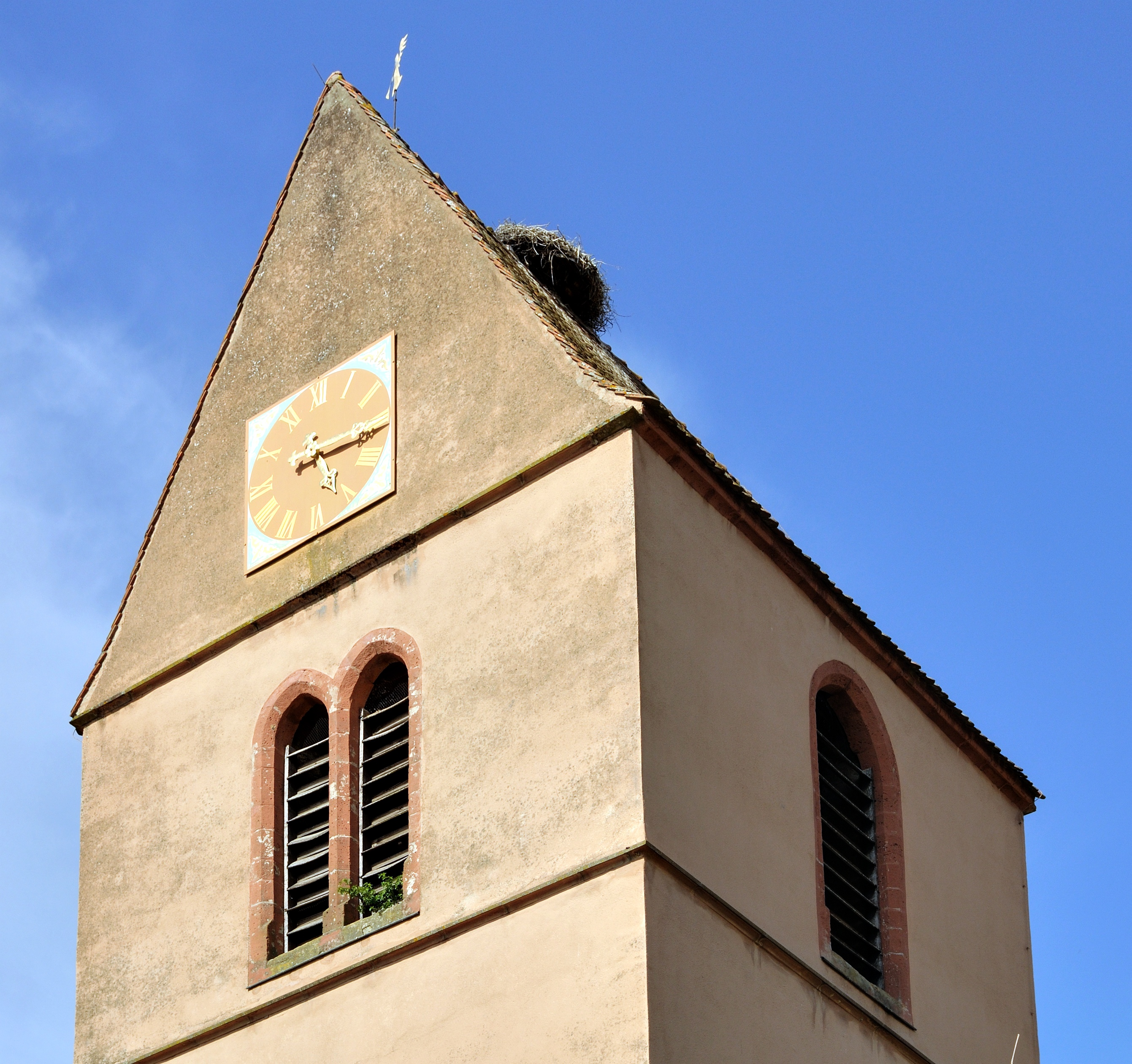
Glockenturm

Das vierstimmige Geläut der Kirche setzt sich gegenwärtig wie folgt zusammen:
| Glocke | Name              | Schlagton | Gussjahr | Gießer                          |
| ------ | ----------------- | --------- | -------- | ------------------------------- |
| 1      | Christus-Glocke   | f′        | 1949     | Bochumer Verein                 |
| 2      | Gedächtnis-Glocke | as′       | 1949     | Bochumer Verein                 |
| 3      | Heimat-Glocke     | b′        | 1949     | Bochumer Verein                 |
| 4      | Taufglocke        | e″        | 1690     | Hans Heinrich Weitenauer, Basel |

### Orgel
Die erste Orgel aus dem Jahr 1798 schuf Xaver Bernauer (1768–1831) aus Staufen im Breisgau mit einem Manual, einem Pedal und zwölf Registern. 1819 verlegte man ihren Standort und ließ sie reparieren. Nach einer weiteren Instandsetzung 1891 wurde sie durch einen Neubau von E. F. Walcker mit 12 Registern ersetzt.
Die heutige Orgel von Peter Vier aus dem Jahr 1981 arbeitet mit Schleiflade und verfügt über eine mechanische Spiel- und Registertraktur, zwei Manuale, ein Pedal und 9 Register, 2 Extensionen und Vorabzügen.
| I Hauptwerk C–g3             |       |
| Bourdon                      | 8′    |
| Principal                    | 4′    |
| Sesquialter 2-fach VZ Quinte | 2 ⁄3′ |
| Mixtur 4-fach 2' VZ Octave   | 2′    |

| II Positiv C–g3 |       |
| Gedackt         | 8′    |
| Rohrflöte       | 4′    |
| Doublette       | 2′    |
| Larigot 2-fach  | 1 ⁄3′ |

| Pedal C–f1 (als Fußrasten) |     |
| Subbass                    | 16′ |
| Gedacktbass                | 8′  |
| Gedacktbass                | 4′  |

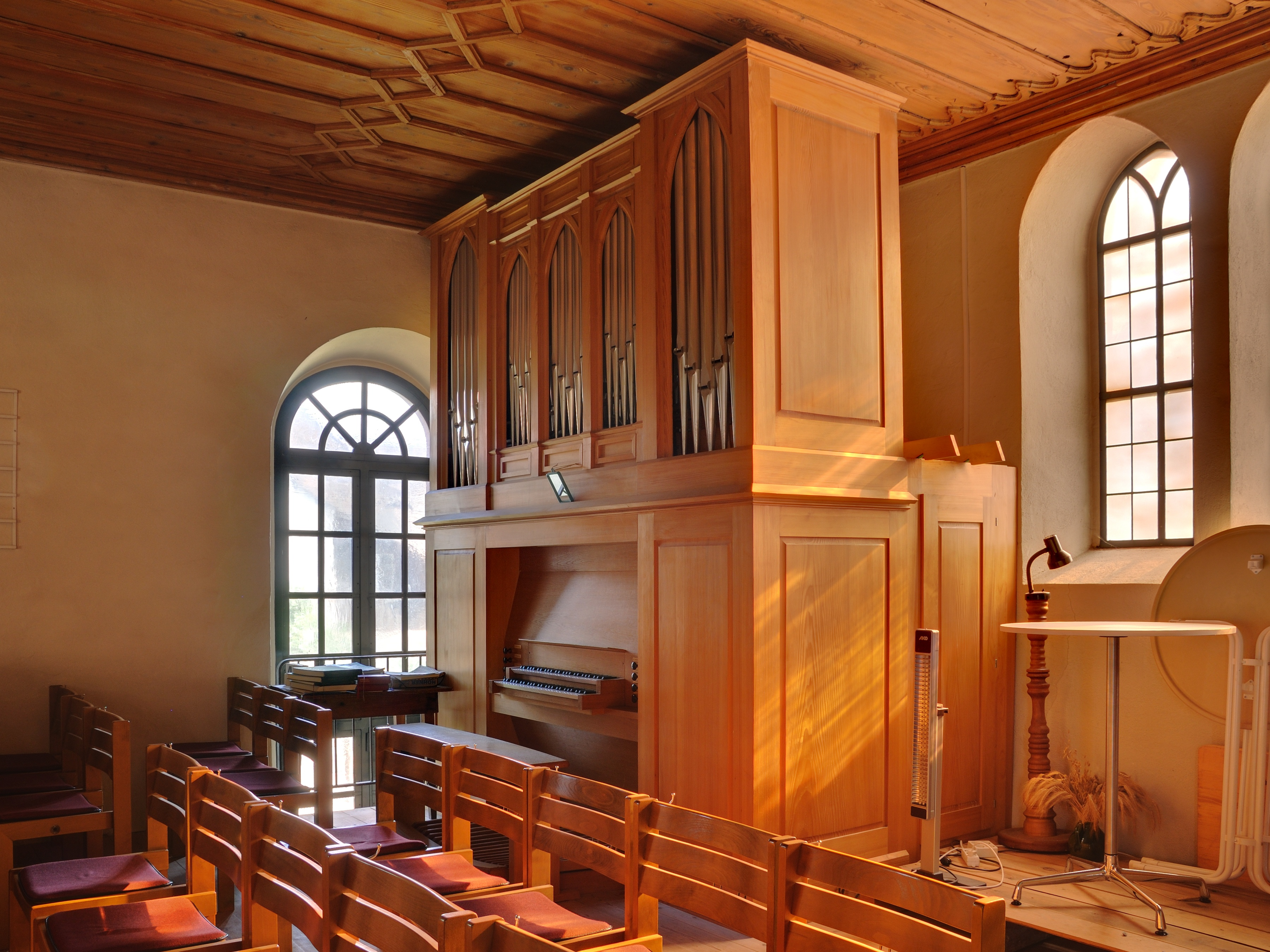
Orgel

- Koppeln: Normalkoppeln als Fußrasten